# Shitao
Shi Tao o Shitao (xinès simplificat: 石涛; xinès tradicional: 石濤; pinyin: Shí Tāo), també conegut amb diferents noms (com Yuanji) fou un pintor, tèoric de l'art, poeta i cal·lígraf xinès que va viure sota la dinastia Qing. Va néixer a Quanzhou (Guilin), província de Guangxi l'any 1642, i va morir l'any 1707 a Yangzhou.
Va formar part del denominat grup dels quatre monjos (juntament amb Hong Ren, Kun Ca i Zhu Da). Aquests no acceptaven el costum artístic de copiar els grans mestres. Aquí cal tenir present que durant el període dinàstic dels Ming l'art cau en el “academicisme”, més enllà d'aportar noves propostes pictòriques, es manté vive l'herència dels antics mestres L'originalitat de Shitao radica en el seu esforç per aplicar, de manera artística, tots els corrents de pensament. Això suposa la impossibilitat de donar una definició concreta del seu art. Les seves inquietuds li van encaminar cap a un ús molt variat de tècniques pictòriques i a una obra que preserva una mirada curiosa i innovadora. Les seves reflexions i la seva pintura són una cerca constant entorn del misteri mateix de la creació artística i del destí de l'home. Va manifestar sempre els seus turments i els seus pesessis, volia abans de res trobar la seva identitat. La seva formació li capacita per a fondre la cosmologia antiga del pensament taoista, la filosofia del budisme chan i el pensament confucià, elevant la seva ideologia per sobre de dogmatismes i classificacions.

## Biografia i context històric
La seva família, emparentada amb la dinastia Ming, va patir les conseqüències de canvi dinàstic que acabà amb el suïcidi de l'emperador Chongzheng (1611- 1644). Es donaria pas així a l'inici de la dinastia Qing. Quan van assassinar al seu pare Zhu Hengjia - descendent directe del germà major de Zhu Yuanzhang, fundador de la dinastia Ming-, Shitao, va ser traslladat per un servent al monestir de les muntanyes de Xiang, a Quanzhou, com a mètode de protecció contra eventuals represàlies. Començaria aquí una vida plena de contradiccions i d'indagació sobre la seva pròpia identitat. Es pot establir un paral·lelisme entre els esdeveniments socials que l'envolten i la seva vida privada ja que aquests successos incideixen de manera directa en la personalitat de l'autor en veure's allunyat de la seva família des de ben petit. Shitao va ignorar la seva veritable identitat i el seu origen social fins a l'edat aproximada de vint-i-cinc anys. La seva vida és un recorregut d'auto-coneixement i de creixement espiritual.
Va ser educat i criat per monjos, instruït des del prisma del budisme chan que es basa en el contacte amb la naturalesa com a mitjà d'enriquiment de l'ànima. La influència del budisme chan va ser determinant en la seva formació espiritual, així com les teories del confucianisme i del taoisme, amb les quals va conviure a partir d'aquest canvi entre les dinasties Ming i Quing. Totes aquestes teories van influir, en major o menor mesura, tant en el seu coneixement estètic com en la seva producció pictòrica. Els monjos foren els li ensenyaren la meditació i l'art del pinzell. En aquells temps els monestirs servien de refugi per aquells que es mostraven disconformes amb el nou ordre social i buscaven un lloc on poder expressar-se lliurement. Es van arribar a conformar grups laics que debatien, componien poesia, i practicaven la pintura i la cal·ligrafia.

Amb tan sols deu anys s'embarcà en un viatge sense precedents. Aquests llocs que visità han estat una referència a l'hora de catalogar el seu treball pictòric, que ha quedat dividit en cinc etapes que coincideixen amb la seva estada a cinc punts geogràfics diferents. Cadascun d'aquests punts deixaria una petjada que es reflecteix en l'obra del pintor. El desenvolupament de cadascuna d'aquestes etapes permet dibuixar el retrat psicològic de l'autor i construir un mapa d'influències culturals que constitueixen la bastimentada de la seva obra pictòrica. Després de marxar per les diferents províncies del sud, Shitao, va anar a parar a Wuchang, on va romandre deu anys, encara que no deixà de freqüentar llocs de reconeguda tradició artística. Complerts els seus 20 anys el seu mestre l'envià a Xuancheng, a la província d'Anhui, on passaria catorze anys errant pels camins i les muntanyes més grandioses de la Xina. Aquesta estancia seria decisiva en la seva consolidació com a artista i ésser humà, en la interiorització dels seus sentiments, i en la comprensió de la naturalesa. És en aquesta província d'Anhui on Shitao trobà en la natura una gran varietat de motius per pintar: pins, roques de diferents aspectes, cascades, la boira sobre la muntanya, etc.. Aquestes pintades requerien un clar domini i mestratge de la pinzellada. Ara bé, l'aprenentatge de més vàlua el trobà en la contemplació de la unió amb el buit primordial taoista i en la immensitat del paisatge, captar el silenci d'aquest últim i transmetre'l al contemplador a través de la seva pintura. Amb l'arribada al poder de l'emperador Kangxi (1662-1722), fill de l'emperador Shunzhi, la situació per als lletrats millorà perquè, tot i la seva mentalitat conservadora, va saber mostrar tolerància cap a la cultura del país, aconseguint que molts lletrats retirats del món oficial s'incorporaren a l'art públic. Shitao seria un d'ells. Més tard es traslladaria a Nanjing, amb 38 anys. La seva obra en aquests moments deixaria de passar desapercebuda i començaria a gaudir de la vida pública com a artista. A Nanjing creà el seu primer estudi de pintura. No obstant això, va patir un punt d'inflexió en aquest moment a causa que va rebutjar la invitació a participar en la cerimònia de rebuda del nou Emperador Kangxi. Tot i així, gràcies a això es reconcilià amb el seu passat donant pas a una nova etapa de major llibertat, que l'allunyaren de les traves socials produïdes per les seves traumàtiques condicions familiars. Després es traslladaria a viure a Beijing i, durant tres anys, es xoparia de tota la tradició artística gràcies a que disposava d'accés a les millors obres guardades de les col·leccions imperials i dels palaus d'alts dignataris.

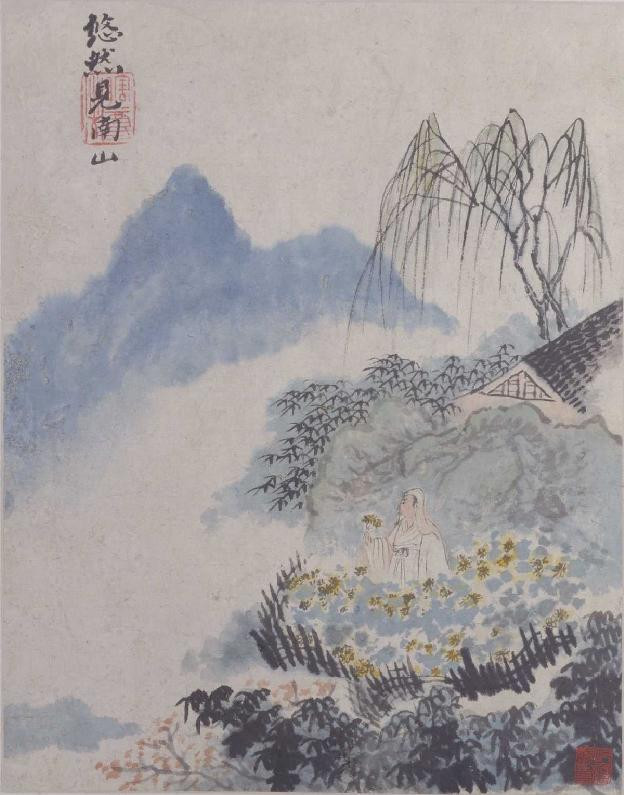
Il·lustració de Shi Tao

Finalment es va establir a Yangzhou, on gaudí d'un gran prestigi entre artistes i literats, consagrant-se a la pintura i vivint del seu art en una petita barraca en el bell mig de la natura que anomenà “Gran Puresa”. Des d'aquest moment es presentaria públicament com un artista taoista i abandonaria la seva vida com a monjo proclamant:
“Sóc incapaç de predicar el chan, i no m'atreviria a demanar - com a monjo - una almoina a la qual no tinc dret cap. M'acontento amb pintar a plaer i viure de la meva pintura".
A més de dedicar-se a la pintura, també ho feu a la cal·ligrafia i al disseny de jardins. El jardí més conegut és el que va realitzar per a una de les famílies burgeses de la ciutat sota el títol de “Deu mil roques”. Els jardins foren per a ell una manifestació més de la unió entre les persones i la naturalesa. Va escriure el seu Tractat de pintura del monjo Carabassa amarga, deixant als lectors un llegat no sols del seu coneixement artístic si no del seu món espiritual.

## Pensament estètic
El tractat artístic de Shitao, Tractat de pintura del monjo Carabassa amarga, data de començaments del segle xviii, el va escriure gairebé al final de la seva vida. És un escrit sobre estètica de l'art exclusivament filosòfic, sobre l'acte de pintar en si mateix. Aquest escrit presenta l'actitud que ha de tenir el pintor, que no és sinó la d'un home actuant en comunió amb l'univers: 
"La pintura expressa la gran regla de les metamorfosis del món, la bellesa essencial de les muntanyes i dels rius en la seva forma i el seu impuls, l'activitat perpètua del Creador, l'influx del Yin i Yang; mitjançant el pinzell i la tinta, la pintura capta a totes les criatures de l'univers i canta en mi la seva alegria."

Reminiscències del riu Qinhuai (Museu d'Art de Cleveland)

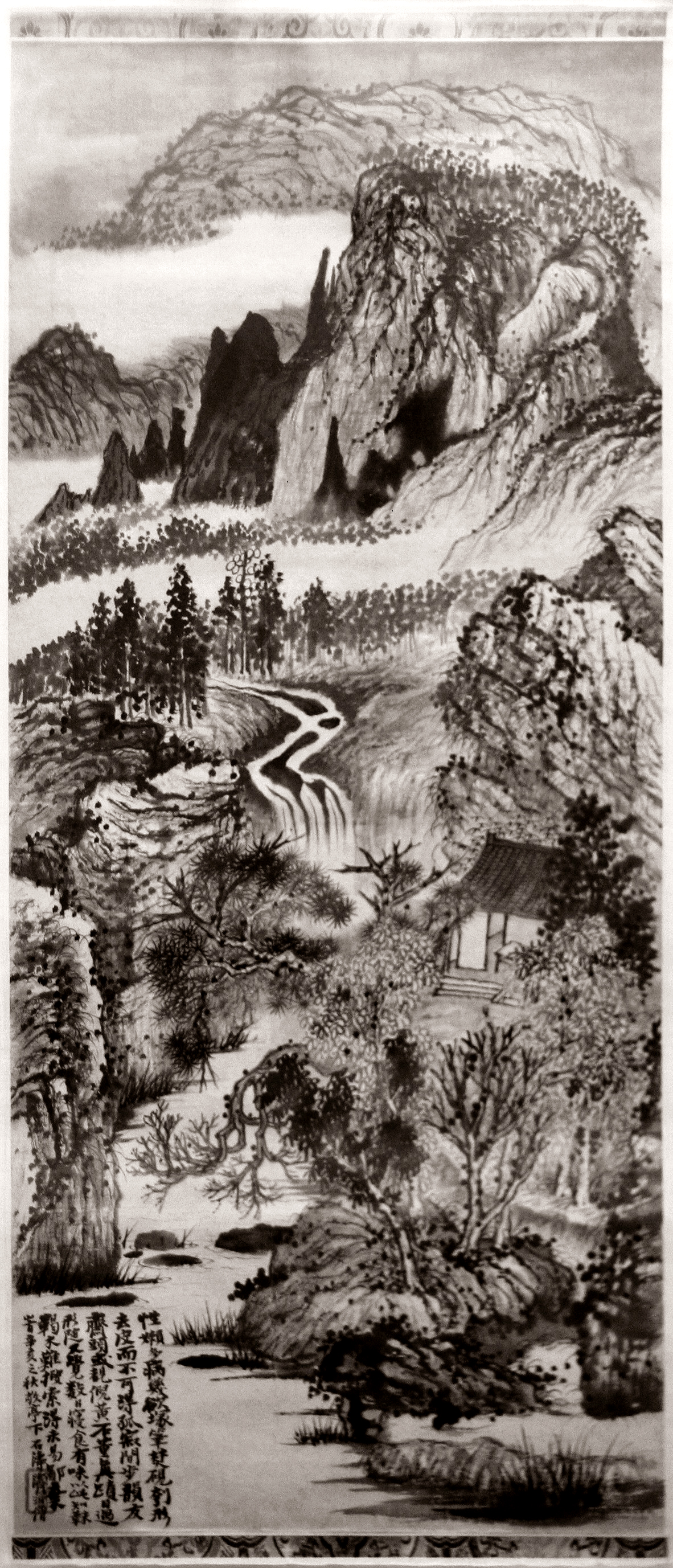
"Les muntanyes de Jinting a la tardor" (Museu Guimet)

Aquesta experiència en solitari que va tenir Shitao en els seus viatges va influir inevitablement en la seva idea sobre la trobada íntima de l'individu amb l'energia natural que l'envolta. En aquest punt pren especial importància el concepte de silenci, el qual s'ha d'entendre com un espai vivent més. Aquesta trobada és una base essencial per al coneixement espiritual. Quan es produeix la identificació entre el silenci de la naturalesa i el silenci interior de l'individu, tots dos s'eleven a un silenci còsmic, metafísic, on el subjecte entra en un estat d'alliberament en què no hi ha identificació amb el “jo”, ja que tots dos són “un.” El silenci i el repòs de l'esperit són dos de les aspiracions pròpies tant del taoisme com del budisme. El repòs fa referència a la contemplació senzilla i humil, atenta fins i tot en la més concreta de les seves manifestacions, allunyant-se així de la vulgaritat del món material per entrar en un estat d'alliberament, és a dir, una transcendència d'allò que és real. L'artista és conscient que només quan domina la visió i els detalls del món exterior pot dur a terme la seva execució, que es converteix en projecció del món interior de l'artista. D'una banda, en el cas del budisme, amb el repòs s'aconsegueix la negació de l'ego i, d'altra banda, des del prisma budista, s'aconsegueix l'oblit de l'ego. En aquest repòs es troba la no acció (“Wu wei”), la renúncia a tots els artificis i, per tant, a la trobada amb el buit. Tant el budisme com el taoisme accepten que tot està en un perpetu procés de transformació pel que no s'ha d'interferir en el desenvolupament espontani (“Tzu- jan”) de la naturalesa, sino incloure's en ell i participar de la seva fluïdesa. La contemplació del mateix permet al cercador espiritual participar d'aquest ritme natural. La obra pictòrica és el reflex d'una visió única del món, una manera transcendent de concebre la realitat des de l'espiritualitat del paisatge. Sense la pràctica de la contemplació seria impossible aquesta concepció.
L'ideal de la pintura xinesa es constitueix a partir d'una relació dialèctica entre l'home i l'univers, en el sentit que la naturalesa revela a l'home la seva pròpia naturalesa, permetent-li superar-se, i l'home, al seu torn, en realitzar-se, permet que la naturalesa també el faci amb si mateixa. Per a Shitao, la realització d'aquesta «naturalesa» (xing) es troba íntimament lligada a la pràctica de la pintura. La simbolització dels elements de la naturalesa, funciona, segons el pensament xinès, com a mirall propi de l'home, permetent-li al seu torn un acostament cap a aquest que constitueix el seu misteri. La pintura xinesa es conforma així com a expressió de l'ànima
El que garanteix abans de res la unió entre l'home i l'univers és que l'home és un ser fet d'alens i d'esperits, i amb això del buit. El concepte de buit és fonamental per a comprendre aquesta teoria estètica. La filosofia estètica xinesa es regeix principalment pel dao originari, que és concebut com el buit original d'on emana l'u, que és l'alè primordial. Aquest genera els dos alens vitals que són el yin i el yang. El yang, com a força activa, i el yin, com a suavitat receptiva, condueixen amb la seva interacció els múltiples alens vitals que animen al seu torn als deu mil éssers del món. El buit és, per tant, necessari per al funcionament harmoniós del yin-yang. La cosmogonia xinesa com veiem està dominada pel vaivé entre buit i plenitud, i per la interacció, en el si del ple, dels dos pols complementaris yin i yang. El buit no és, com podria suposar-se, una cosa inexistent, sinó un element dinàmic i actiu que aconsegueix enllaçar el món invisible amb el visible. És el lloc on gràcies a la interacció dels diferents elements, s'aconsegueix un procés d'interiorització i de transformació mitjançant el qual cada cosa realitza la seva identitat i la seva alteridad, i amb això la seva pròpia totalitat, la seva plenitud. S'entén millor, quan, en l'ordre del real, el buit té una representació concreta: la vall. Aquest és aparentment buit, però fa créixer i nodreix totes les coses. L'aigua, d'altra banda, està lligada a aquesta imatge de la vall i és igual que els alens, aparentment inconsistent, però s'estén per tot el lloc. Com veiem “el ple” constitueix el visible de l'estructura, però el buit estructura l'ús. La pintura a la Xina és, en aquest sentit, una filosofia en acció, perquè el seu objectiu és la realització total de l'home, inclosa la seva part més inconscient.
El taoisme i budisme funcionen com a enquadrament de la pintura espiritual de Shitao. La versatilitat del pintor el capacita a realitzar els grans paisatges taoistes amb generoses imatges naturals, així com la representació de petits motius més senzills propis del chan. Taoistes i budistes aconsegueixen amb la pintura la capacitat de transcendir i ofereixen la possibilitat de participar de l'experiència a aquells que contemplen la seva obra i que són capaços d'entrar en estat meditatiu a partir d'ella. Les petites coses com són els arbres, les cases i les muntanyes, queden compensades amb l'espai buit que ocupa el cel, l'intangible. D'aquesta manera la composició és estable en el seu contrast buit/ple i manté l'energia produïda per l'acció dels contraris.

## Estil
Demana una tornada a la mare naturalesa per a entrar de nou en el cicle de la creació, en harmonia amb els orígens primers i sense renunciar al cor de cadascú. Aconsegueix obrir un camí cap a la modernitat que començaran a seguir deixebles seus com a Gong Xian (1618-1689). Shitao es pronunciava en contra de la còpia o el seguiment cec dels estils del passat, el pintor, segons ell, devia sortir a l'exterior i percebre amb els sentits per a així comprendre el seu entorn. Només així les obres mostrarien l'ànima del representat, sense limitar-se a la forma.

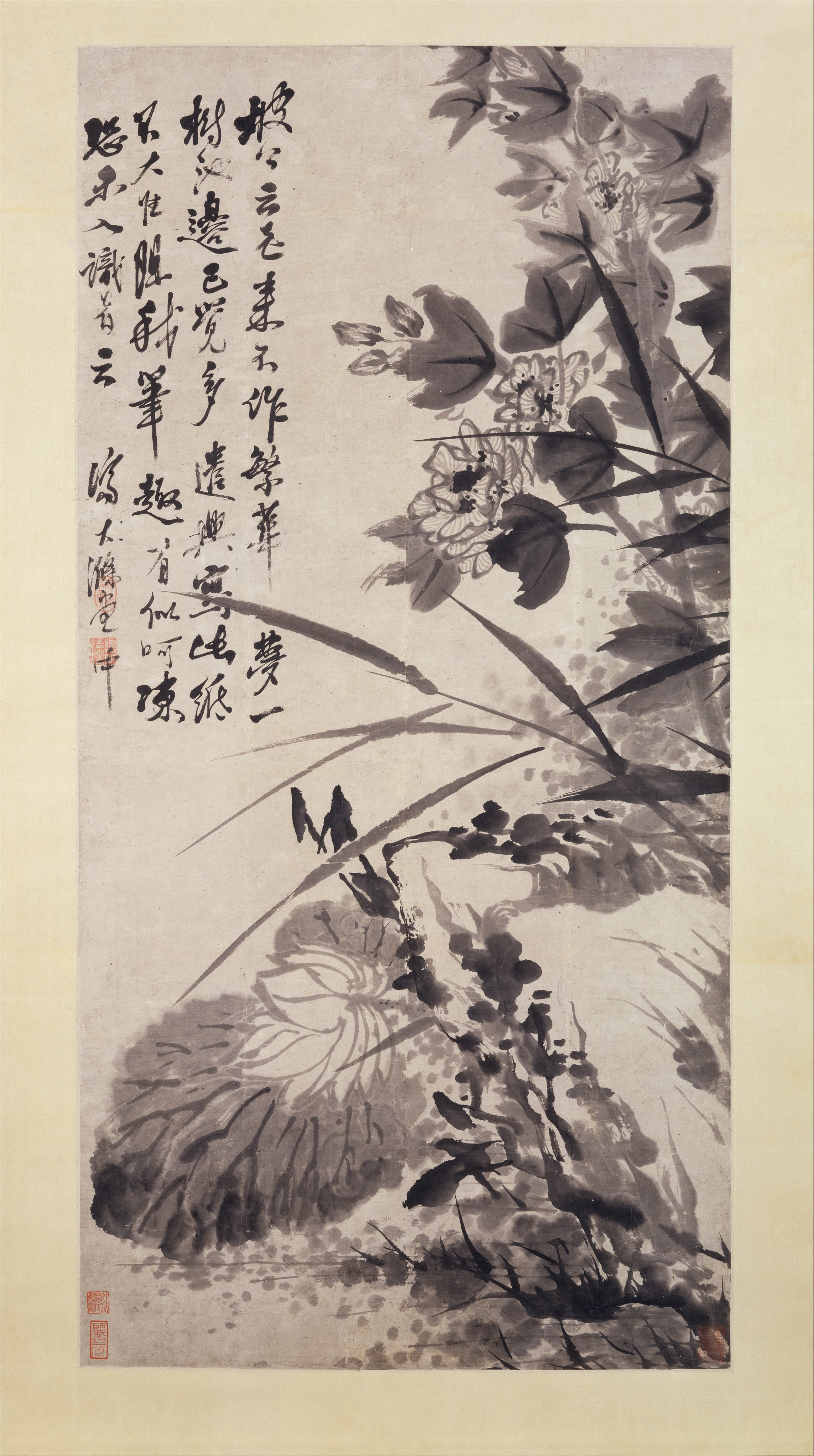
"Hibiscus, loto i roques" (Metropolitan Museum of Art)

La pintura no cerca ser un simple objecte estètic, sinó que busca a convertir-se en una espècie de microcosmos en el qual la noció dels alens vitals cobra gran importància. Per a captar aquests alens que animen totes les coses, el pintor recorre a l'element essencial de la pintura xinesa: la pinzellada. Aquesta simbolitza la unió entre els desitjos de l'home i els moviments de l'univers, per la qual cosa conforma el vincle formal que separa a l'home del sobrenatural. El buit, d'altra banda, no ha d'estar absent, perquè la pinzellada només pot funcionar gràcies a aquest que li permet mostrar totes les seves virtualitats. Existeixen cinc nivells en la pintura, que són: pinzell-tinta, yin-yang, muntanya-aigua, home-cel i la cinquena dimensió. Aquests nivells formen un tot orgànic.
En primer lloc, el primer nivell de pinzell - negre, se'ns presenta com a recurs suficient perquè el pintor, amb la tinta negra, encarni totes les variacions de color que ofereix la naturalesa. Shitao, en el pla pictòric, tradueix les nocions cosmològiques, emprant el terme hundun, «caos», per a designar l'estat que precedeix l'acte de pintar. D'aquí la idea que l'acte de traçar la primera pinzellada es converteixi en l'acció de separar el cel de la terra així com la creença que amb aquest acte, la persona es fa a si mateixa assimilant l'essència de l'univers. La unió del pinzell i la tinta és anàloga a la del yin i el yang, perquè de la mateixa manera que la interacció d'aquests genera tots els éssers i genera totes les transformacions, la pinzellada única, pel joc del pinzell-tinta, comporta totes les altres pinzellades, que, percebudes com a transformacions de la pinzellada inicial, realitzen pas a pas les figures del real. Hi ha dos tipus de pinzellada que impliquen de manera més particular el buit intern, d'una banda, tenim ganbi («pinzell sec»), en el qual el pinzell està mullat amb poca tinta i la seva pinzellada crea una impressió d'harmonia intermitent, com impregnada de buit. D'altra banda, la pinzellada feibai («blanc volador»), en la qual els pèls del pinzell, estan separats de tal manera que, en ser traçada ràpidament, la pinzellada deixa espais en blanc. El seu efecte consisteix en una unió de poder i levitat. Finalment, el concepte de yinxian, («invisible-visible») és fonamental per a la representació de les formes, perquè l'artista ha de conrear l'art de mostrar-ho tot, a fi de mantenir l'alè viu i el misteri intacte. Això es tradueix per la interrupció de les pinzellades i per l'omissió parcial o total de figures en el paisatge. Es recorre sovint a la imatge del drac que es desplaça entre els núvols, les coses han d'estar alhora presents i absents.
En segon lloc, la dualitat del ying-yang, concerneix a l'acció de la llum, la qual s'expressa amb el joc de la tinta. Això abasta des del contrast clar-fosc, a tot sobre el que la llum pot arribar a influir, com l'atmosfera, la tonalitat, el modelatge de les formes, la impressió de distància, etc.
En el tercer nivell hi ha la pintura paisatgista, denominada també com «pintura de muntanya i aigua». Aquests dos fenòmens es consideren els dos pols de la naturalesa als quals corresponen, al seu torn, els dos pols de la sensibilitat humana. A conseqüència d'aquesta convicció, pintar la muntanya i l'aigua és retratar a l'esperit humà, els seus turments, les seves contradiccions, els seus temors, la seva alegria, els seus desitjos i secrets. És per això que la muntanya i l'aigua encarnen les lleis fonamentals de l'univers macrocòsmic, perquè manté vincles orgànics amb el microcosmos que són les persones. La idea es fonamenta en la convicció que les dues entitats, malgrat la seva aparent oposició, tenen una relació d'esdevenir recíproc, és a dir, la muntanya, marcada pel yang, és virtualment aigua, i l'aigua, marcada pel yin, és virtualment muntanya. Aquest procés d'esdevenir recíproc suscita el moviment circular que Shitao anomena zhoulin («flux universal») i huanbao («abraçada universal»). El buit trenca l'oposició estàtica entre totes dues entitats i, per l'alè que genera, suscita la transformació interna. La interacció entre muntanya i aigua és, per tant, percebuda a la Xina com l'encarnació de la transformació universal. En aquesta interacció, l'home troba, en efecte, la via de la seva pròpia realització.

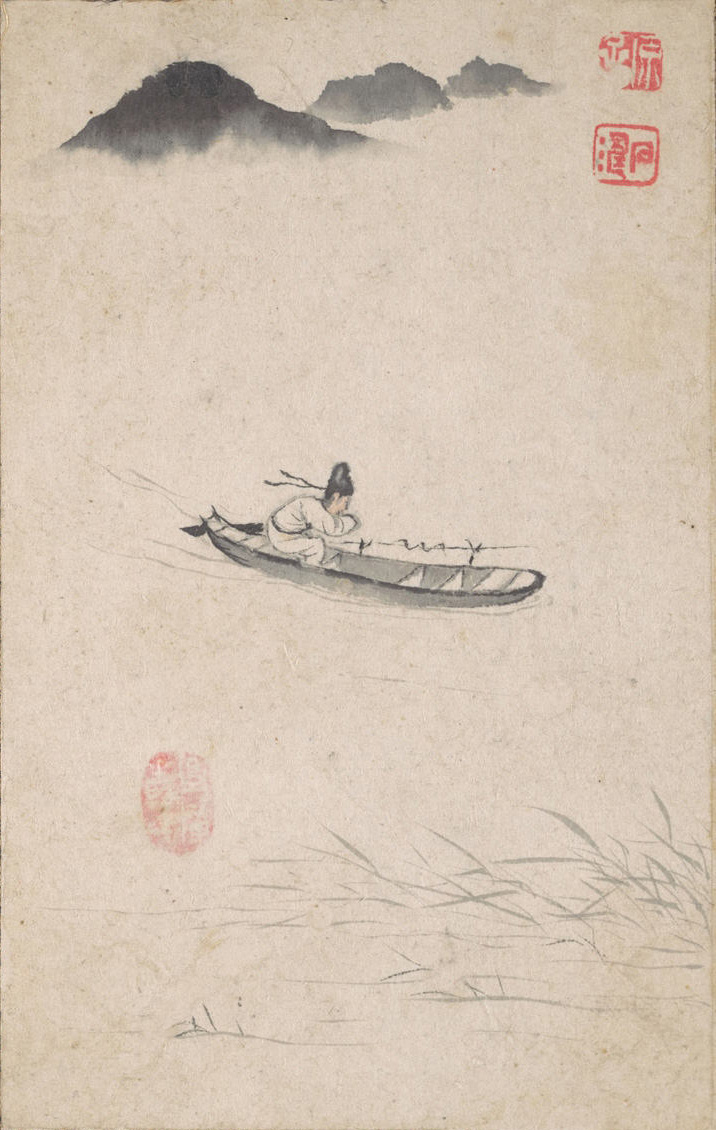
"Tornant a casa" Metropolitan Museum of Art

En el quart nivell se situa l'home i el cel. La relació ternària de l'home-terra-cel tenen com a denominador comú el buit, el qual els facilita la unitat. En aquest nivell s'ha de tenir en compte la disposició mental dels elements en un quadre, aquesta pressuposa una disposició subjectiva o arbitrària de la realitat. La idea després d'això és que la pintura no pot conformar-se amb reproduir l'aspecte exterior del món, sinó que ha de recrear un univers nascut alhora de l'alè primordial i de l'esperit del pintor. La perspectiva també és vital a l'hora de realitzar una obra, perquè es tracta d'una qüestió d'equilibri i de contrast. Els artistes han de trobar l'harmonia entre trobar una altura que els permeti tenir una visió global del paisatge i al mateix temps, han de moure's, per dir-ho així, a través del quadre, han d'emmotllar-se al ritme del quadre i contemplar les coses des de tots els àmbits possibles. La tradició, a més, distingeix tres distàncies respecte a la perspectiva: shenyuan («distància profunda»,) que és la vista panoràmica del paisatge, gaoyuan («distància elevada») en la qual l'espectador es troba a un nivell relativament baix i mira cap amunt, i finalment, pivgyunn («distància plana») que des d'una posició pròxima, la mirada de l'espectador s'estén amb tota llibertat fins a l'infinit.
En l'últim nivell, conegut com la cinquena dimensió (home-cel) es produeix la simbiosi del temps i l'espai i, per tant, de l'home i l'univers. Aquesta cinquena dimensió representa el buit en el seu grau suprem, transcendint l'univers pictòric i portant-lo cap a la unitat originària. Es concep el paper verge com el buit originari amb el qual tot comença, la primera pinzellada com l'acte de separar el cel i la terra, i les pinzellades següents, que van generant pas a pas totes les formes, com a transformacions múltiples de la primera pinzellada, i, finalment, l'acabat del quadre com el grau suprem d'un desenvolupament pel qual les coses tornen al buit originari. Enrotllat es transforma en l'univers tancat sobre si mateix. La persona que ho desenrotlli crea el miracle de desnuar el temps, de reviure el seu temps viscut.

## Obra

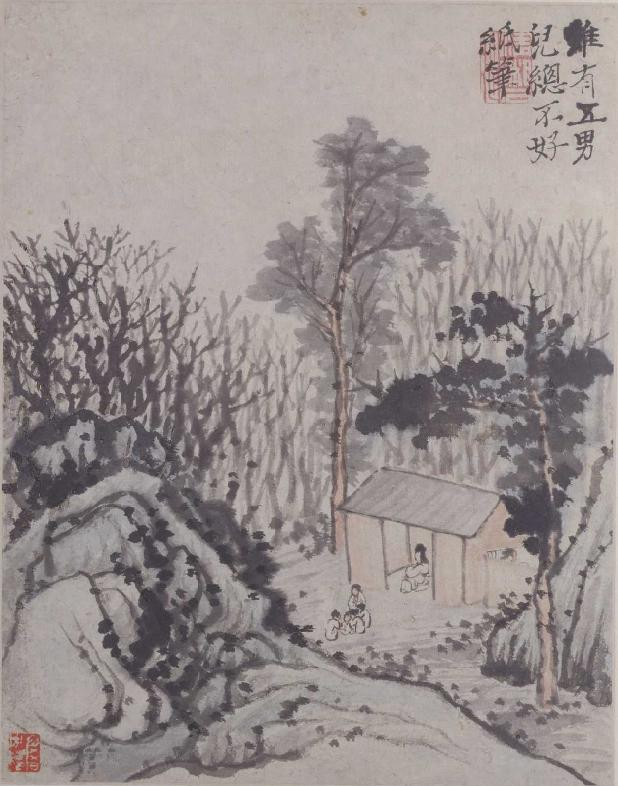
Il·lustració de Shi Tao

Entre les obres que avui dia es conserven de l'autor es troben diversos autoretrats i quadres on es representa la naturalesa, des de muntanyes i rius fins a arbres, fulles i flors. Cadascun dels elements de les pintures paisatgístiques posseeixen la seva forma i la seva substància pròpia. Sabent que és una existència particular, cadascun d'ells concorre a l'harmonia del conjunt. Es presenta una naturalesa activa i dinàmica. El buit circula no sols entre els elements sinó en el si de cadascun d'ells. En els quadres en què apareixen un o més individus, el subjecte és presentat en harmonia amb l'entorn, en actitud contemplativa i serena, participant de la naturalesa sense interferir en ella.
Algunes de les seves obres:
- “Conversa amb la muntanya” (Museu de Xangai)
- “Muntanyes amb núvols”(Museu del Palau Imperial de Pequín)
- "Les muntanyes de Jinting a la tardor" (Museu Guimet de París)
- "Mont Huang" (Museu del Palau Imperial de Pequín)
- "El pescador sota el penya-segat" (Museu de Xangai)
- "La pesca en solitari" (Col·leccions públiques del Museu de la Xina)
- "Bambú i roca" (Museu de Cantó)
- "Converses en el buit" (Museu de Shenyang)